# Basketbola klubs VEF Rīga
Il B.K. VEF Rīga è una società cestistica avente sede a Riga, in Lettonia. Fondata nel 1929, ma rifondata nel 2007 dopo alcuni problemi finanziari, gioca nel campionato lettone.
Disputa le partite interne nell'Olimpiskais Sporta Centrs.

## Roster 2023-2024
Aggiornato al 6 dicembre 2023.
|    | Naz.                                           | Ruolo | Sportivo           | Anno | Alt. | Peso |  |
| -- | ---------------------------------------------- | ----- | ------------------ | ---- | ---- | ---- |  |
| 0  | Stati Uniti (bandiera) · Porto Rico (bandiera) | A     | Isaiah Piñeiro     | 1995 | 201  | 100  |  |
| 1  | Lettonia (bandiera)                            | G     | Rodrigo Būmeisters | 2000 | 196  | 85   |  |
| 3  | Stati Uniti (bandiera)                         | P     | Brendan Adams      | 2000 | 193  | 93   |  |
| 4  | Stati Uniti (bandiera)                         | P     | Jaizec Lottie      | 1998 | 188  | 86   |  |
| 5  | Lettonia (bandiera)                            | G     | Roberts Bērziņš    | 2001 | 193  | 84   |  |
| 9  | Lettonia (bandiera)                            | G     | Dairis Bertāns     | 1989 | 193  | 91   |  |
| 10 | Lettonia (bandiera)                            | C     | Raivo Butirins     | 2003 | 206  | 90   |  |
| 12 | Porto Rico (bandiera)                          | AC    | Arnaldo Toro       | 1997 | 203  | 112  |  |
| 13 | Lettonia (bandiera)                            | AG    | Māris Gulbis       | 1985 | 200  | 103  |  |
| 17 | Lettonia (bandiera)                            | C     | Pēteris Pinnis     | 2004 | 213  | 100  |  |
| 24 | Finlandia (bandiera)                           | AG    | Alexander Madsen   | 1995 | 207  | 105  |  |
| 25 | Lettonia (bandiera)                            | PG    | Alberts Putāns     | 1998 | 192  | 87   |  |
| 45 | Lettonia (bandiera)                            | P     | Roberts Blūms      | 2005 | 192  | 86   |  |

### Staff tecnico
| Allenatore: | Jānis Gailītis      |
| Assistente: | Jevgēnijs Kosuškins |

## Palmarès
- Campionato lettone: 12

2010-2011, 2011-2012, 2012-2013, 2014-2015, 2016-2017, 2018-2019, 2019-2020, 2020-2021, 2021-2022, 2022-2023, 2023-2024, 2024-2025
- Coppa di Lettonia: 4

2022, 2023, 2024, 2025
- Lega Lettone-Estone: 2

2021-2022, 2024-2025